# La Cité magique
Pour plus de détails, voir Fiche technique et Distribution.
La Cité magique (Magic Town) est un film américain en noir et blanc réalisé par William A. Wellman, sorti en 1947.

## Synopsis
Rip Smith dirige un institut de sondage, qui se retrouve au bord de la faillite. Il décide de sélectionner une ville dont l'opinion est en tout point conforme à celle du reste des États-Unis. Cet endroit, c'est Grandview, cité tranquille. Il y débarque avec son personnel dans le plus strict anonymat. Mais, très vite, il va se heurter au rédacteur en chef du journal local, Mary Peterman, qui veut changer l'image de sa ville.

## Fiche technique
- Titre : La Cité magique
- Titre original : Magic Town
- Réalisation : William A. Wellman
- Scénario : Robert Riskin, d'après une histoire de Joseph Krumgold
- Chef-opérateur : Joseph F. Biroc
- Musique : Roy Webb
- Montage : Sherman Todd, Richard G. Wray et William Hornbeck
- Décors : Lionel Banks, George Sawley
- Costumes de Jane Wyman : Milo Anderson
- Production : Robert Riskin, pour RKO Radio Pictures
- Pays de production :  États-Unis
- Langue : anglais
- Format : noir et blanc – 35 mm – 1,37:1 – mono (RCA Sound System)
- Genre : comédie romantique
- Durée : 103 min
- Dates de sortie : 
  - États-Unis : 7 octobre 1947
  - France : 5 août 1949

## Distribution
- James Stewart : Rip Smith
- Jane Wyman : Mary Peterman
- Kent Smith : Hoopendecker
- Ned Sparks : Ike
- Wallace Ford : Lou Dicketts
- Regis Toomey : Ed Weaver
- Ann Doran : Mme Weaver
- Donald Meek : M. Twiddle
- E. J. Ballantine : Moody
- Ann Shoemaker : Ma Peterman
- Howard Freeman : Nickleby
- George Irving : Sénateur Wilton
- Robert Dudley : Dickey
- Julia Dean : Mme Wilton
- Joel Friedkin : Dingle
- Mickey Kuhn : Hank Nickleby
- Harry Holman : le maire

## Autour du film
- À sa sortie, le film fut un échec commercial.
- Écrit par Robert Riskin, le film rappelle les comédies de Frank Capra. Mais il fut tourné après la guerre, et l'optimisme de Monsieur Smith au Sénat ou de L'Homme de la rue fait place ici au désenchantement. Les personnages sont désabusés et ne croient guère à leurs projets, le tout devant la caméra sobre et discrète de William Wellman.
- Ce fut le dernier rôle de Donald Meek, qui joua Peacock de La Chevauchée fantastique (1939).